# 刘大山 (歌手)
刘大山（1986年12月6日—），原名刘姗姗，中国歌手。用艺名“大山”参加2012年浙江卫视《中国好声音》第一季并最终获得庾澄庆组4强全国16强，2014年获得“2014年度新城國語力頒獎禮内地最佳新人女歌手奖”。

## 生平
- 1986年 出生于新疆乌鲁木齐
- 2005年 考入北京电影学院录音专业本科班（2009年毕业）
- 2007年 获得北京电影学院第五届校园歌手大赛总冠军
- 2010年 发行世界杯祝福单曲《celebration》
- 2012年 浙江卫视《中国好声音》庾澄庆组四强[1]，全国16强
- 2013年 发行单曲《星愿》《逐光人》[2]等
- 2014年 获得“2014年度新城國語力頒獎禮内地新势力女歌手奖”[3]

## 音乐作品
发行单曲
| 发表时间 | 单曲名称                         | 备注                                |
| -------- | -------------------------------- | ----------------------------------- |
| 2010-06  | 《celebration》（VS陈吉浙）      | 世界杯祝福单曲                      |
| 2013-04  | 《相亲相爱2013》（VS好声音学员） | 《百事贺岁片·把乐带回家2013》主题曲 |
| 2013-05  | 《永远垮不掉》（VS好声音学员）   | 为抗震救灾而创作的歌曲              |
| 2013-06  | 《星愿》                         | 大型公益话剧《愿望树》主题曲        |
| 2014-05  | 《逐光人》                       | 电影《中国好声音之为你转身》插曲    |

## 主要荣誉
- 2007年 获得北京电影学院第五届校园歌手大赛总冠军
- 2012年 获得浙江卫视《中国好声音》庾澄庆组四强，全国16强
- 2014年8月 “2014年度新城國語力頒獎禮内地新势力女歌手奖”